# 製造庫
製造庫於中國官署名稱，為朝廷的中央機構之一。在清朝，此機構隸屬於工部，為製作器具的相關單位，設有司匠等基層官員。1910年代，清朝滅亡後，該機構廢除。